# HACD1
HACD1 (англ. 3-hydroxyacyl-CoA dehydratase 1) – білок, який кодується однойменним геном, розташованим у людей на 10-й хромосомі. Довжина поліпептидного ланцюга білка становить 288 амінокислот, а молекулярна маса — 32 388.
| 10         |  | 20         |  | 30         |  | 40         |  | 50         |
| ---------- |  | ---------- |  | ---------- |  | ---------- |  | ---------- |
| MGRLTEAAAA |  | GSGSRAAGWA |  | GSPPTLLPLS |  | PTSPRCAATM |  | ASSDEDGTNG |
| GASEAGEDRE |  | APGERRRLGV |  | LATAWLTFYD |  | IAMTAGWLVL |  | AIAMVRFYME |
| KGTHRGLYKS |  | IQKTLKFFQT |  | FALLEIVHCL |  | IGIVPTSVIV |  | TGVQVSSRIF |
| MVWLITHSIK |  | PIQNEESVVL |  | FLVAWTVTEI |  | TRYSFYTFSL |  | LDHLPYFIKW |
| ARYNFFIILY |  | PVGVAGELLT |  | IYAALPHVKK |  | TGMFSIRLPN |  | KYNVSFDYYY |
| FLLITMASYI |  | PLFPQLYFHM |  | LRQRRKVLHG |  | EVIVEKDD   |  |            |

A: Аланін

C: Цистеїн

D: Аспарагінова кислота

E: Глутамінова кислота

F: Фенілаланін

G: Гліцин

H: Гістидин

I: Ізолейцин

K: Лізин

L: Лейцин

M: Метіонін

N: Аспарагін

P: Пролін

Q: Глутамін

R: Аргінін

S: Серин

T: Треонін

V: Валін

W: Триптофан

Кодований геном білок за функціями належить до ліаз, білків розвитку, фосфопротеїнів. 
Задіяний у таких біологічних процесах, як метаболізм жирних кислот, метаболізм ліпідів, біосинтез жирних кислот, біосинтез ліпідів, альтернативний сплайсинг. 
Локалізований у мембрані, ендоплазматичному ретикулумі.